# Słupno (przystanek kolejowy)
Słupno – przystanek kolejowy na nieistniejącej już linii Mareckiej Kolei Dojazdowej w miejscowości Słupno koło Marek.